# Kim Jan-di
Kim Jan-di (kor. 김잔디 ;ur. 15 czerwca 1991) – południowokoreańska judoczka. Dwukrotna olimpijka. Zajęła dziewiąte miejsce w Londynie 2012 i Rio de Janeiro 2016. Walczyła w wadze lekkiej.
Srebrna medalistka igrzysk azjatyckich w 2010 i 2014. Wygrała igrzyska Azji Wschodniej w 2013. Zdobyła pięć medali na mistrzostwach Azji w latach 2011 – 2016. Druga na uniwersjadzie w 2011 i trzecia w 2015 roku.

## Letnie Igrzyska Olimpijskie 2012
| Konkurencja | Rundy eliminacyjne            | Rundy eliminacyjne         | Klas. końcowa |
| Konkurencja | Przeciwnik I                  | Przeciwnik II              | Miejsce       |
| ----------- | ----------------------------- | -------------------------- | ------------- |
| 57 kg       | Dordżsürengijn Sumjaa (MGL) Z | Giulia Quintavalle (ITA) P | 9.            |

## Letnie Igrzyska Olimpijskie 2016
| Konkurencja | Rundy eliminacyjne    | Klas. końcowa |
| Konkurencja | Przeciwnik I          | Miejsce       |
| ----------- | --------------------- | ------------- |
| 57 kg       | Rafaela Silva (BRA) P | 9.            |